# Madonna Linsky
La Madonna Linsky è un dipinto a tempera e oro su tavola (94x42 cm) di Carlo Crivelli, datato al 1472 e conservato nel Metropolitan Museum di New York. È firmato "CAROLVS CRIVELLVS VENETVS 1472 PINXIT" ed è lo scomparto centrale del Polittico del 1472.

## Storia
Il polittico, probabilmente in origine nella chiesa di San Domenico a Fermo, venne smembrato poco prima del 1834, e disperso sul mercato. La Madonna passò per varie collezioni straniere, tra cui quelle inglesi di G. H. Marland (1863), W. Graham (1886) e Robert Benson, e quelle americane di Mrs. A. W. Ericson (tramite l'intermediazione di Joseph Duveen) e Linsky, prima di approdare al museo newyorkese nel 1982.

## Descrizione e stile
Su uno sfondo dorato elegantemente lavorato come un damasco, si leva il trono della Vergine, in pesanti graniti, al di sopra di un gradino di pietra scheggiata, dove si trova la fima dell'artista e dove stanno poggiate due perine, trattate illusionisticamente. Le pere o altri frutti, così frequenti nell'opera di Crivelli, ricordavano il frutto proibito della Genesi, quello che fu all'origine del peccato originale, le cui colpe verranno poi lavate dal sangue di Cristo. La vicina mosca si ritrova anche in dipinti di area fiamminga, che forse Crivelli aveva visto di passaggio a Ferrara. Qui forse simboleggia il peccato. Pere e mosca hanno un'ombra particolarmente allungata, che le fa staccare come se fossero reali, secondo uno di quei trucchi ottici cari all'artista.
Maria sta dritta sullo schienale su cui è posto da inframezzo un telo teso verticale, e tiene un agitato Bambino sulle ginocchia, che si protende ad abbracciare il santo sulla destra, san Domenico, nella tavola oggi nello stesso museo. Può anche darsi che in corrispondenza di questo lato, oggi restaurato, esistesse un uccellino poi andato cancellato.
Elegante è il gioco di contrapposto tra la posa di Maria, col capo reclinato verso sinistra, e il Bambino, così come il modo di rappresentare le mani della Vergine, espressivamente contratte e accese dai contrasti di un'illuminazione forte, ma che non sembrano fare presa, sospese in una gestualità fiabescamente artificiosa. Ricchissimo è il manto di Maria, con damascature dorate e una fodera verde brillante.